# Predrag Bjelac
Predrag Bjelac, född 30 juni 1962 i Belgrad, är en serbisk skådespelare, som bland annat spelat Igor Karkaroff i Harry Potter och den flammande bägaren. 

## Filmografi
- Ro(c)k podvratáku
- Kad porastem biću kengur
- Eurotrip
- Children of Dune
- Warriors
- Čudna noć
- Poslednja priča
- Šest dana juna
- Harry Potter och den flammande bägaren
- The Omen